# DN5C
DN5C este un drum național din România care leagă orașele Giurgiu și Zimnicea, urmând cursul Dunării.